# 多腔磁控管

多腔磁控管示意图

多腔磁控管（英語：Cavity magnetron）是产生大功率超高频振荡的一种高效率微波电子管。
现代实用磁控管的阳极是由整块金属制成的圆柱体开有很多个谐振腔，中心是圆柱形阴极电子发射极，在两端安装永磁磁极形成固定磁场；由圆柱形热阴极发射的电子流受到阳极与阴极间的电场和外加轴向恒定磁场的作用，形成复杂的运动轨迹，激励谐振腔产生超高频振荡；其振荡的能量一般用置于谐振腔内部的耦合环经过同轴线引出；磁控管发生的脉冲功率可以高达10Mw。主要用于雷达发射机、微波爐和其他大功率超高频振荡器。

## 研发

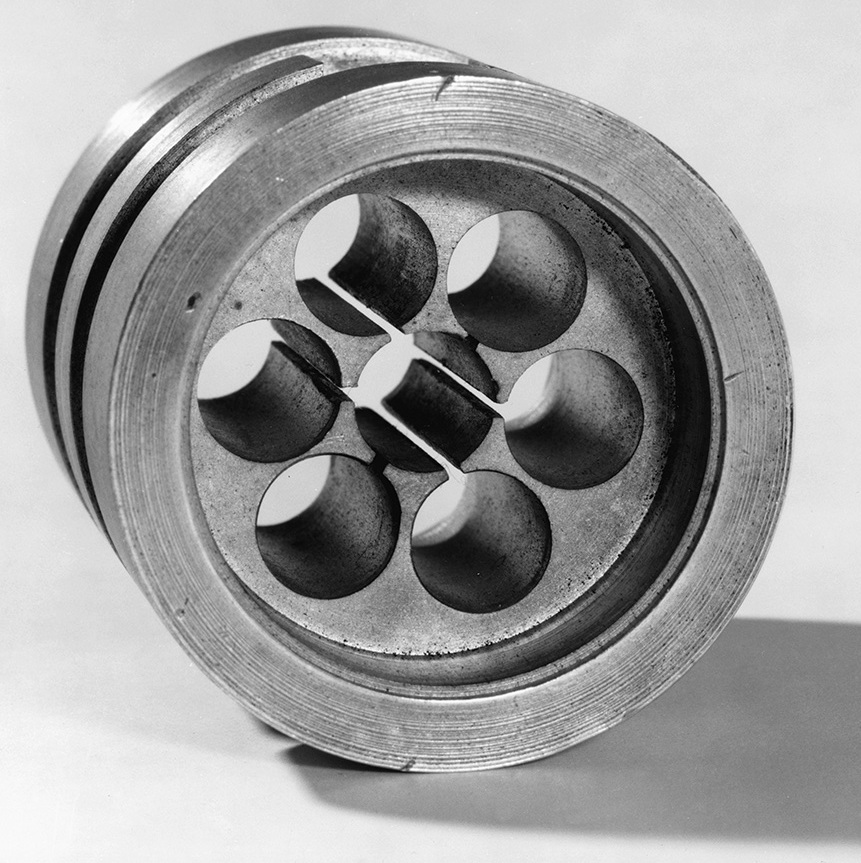
圖為約翰·藍道爾和哈利·布特在伯明翰大學研發的多腔磁控管原件內的微波諧振腔。

1920年，Albert Hull于美国“通用电气”发明了一种由数支管型阳极环绕一个中心阴极的分瓣电极式“磁”控管/split-anode magnetron，只达到了30kHz。
1921年，东普鲁士人Erich Habann发明了使用两端磁极形成固定内部磁场的磁控管，取代了Hull使用的电场电极，虽只有等效2腔的设计并缺乏实用价值，但这是磁控管的关键，首开了不依赖庞大的外加交变电磁场激励装置的自激振荡，由此实现了“磁”控，使小体积高效率高频率成为可能，这也是后来Hollmann和Randall设计的基础。
1935年：A.L.Samuel于“贝尔实验室”开发出多腔磁控管的模型。同年法国Gutton用磁控管产生16厘米波长，
1935年11月29日德国人H.E. Hollmann注册了一项多腔磁控管专利，具备两端磁极，4腔结构，与当今磁控管已极为接近。但当时德国在二战前倾国家资源的10年雷达研究中，除常规的真空三极管震荡器雷达外，于1934年选择“调速管/Klystron”用于雷达，较前者功率密度更高，较后来的磁控管功率密度低却更容易稳定频率。并于1939年制成实用的FuMG 39“维尔茨堡/Würzburg”-A雷达，频率560MHz，脉冲功率7-11千瓦，设备连天线全重1.5吨，初始设计配合88毫米高射炮使用，架在4轮拖车上一同机动，亦需展开后固定使用，累计制造了约4000部；第三帝国总理希特勒当即参观了这种雷达（此时还没有配套的火控系统，雷达员只是用电波发现敌方战机方位，口述通知高炮兵后，后者仍需靠肉眼和光学测距镜寻的并射击）。而Hollmann的磁控管设计当时未得到足够的资源将其专利实用化，后于1938年将全部专利公开。同期德国空军将调速管缩小后，于1942年在夜间战斗机上列装FuG 202“夜光石/Lichtenstein”机载雷达，频率约500MHz，功率只有450瓦，重约55公斤。当1943年2月2日，德军在荷兰鹿特丹击落一架英国空军的斯特林轰炸机的残骸中发现了磁控管雷达后，才意识到其作用，并开始紧急研制；虽然德国知道磁控管的原理，开发实用雷达仍有大量工作，FuG 224“柏林”雷达终于1944年后期完成，频率3.3GHz，脉冲功率10千瓦，来得太晚也太少。
1936年苏联的Aleksereff和Malearoff根据查到的资料制成一只能实际运行的磁控管。达到了300瓦功率，3GHz频率，10cm波长。苏联的雷达主要参照德国雷达采用“反射式调速管/Reflex-Klystrons”也没有将磁控管实用化，且频率较低在200MHz；同样首先用于陆军，“缩小”后亦于1942年装在Petljakow Pe-2大型夜战机上。苏联红海军在战争中缺乏施展的余地，处于次要地位，不过海军士兵上岸步战变为“黑死神”发挥了出人意料的战斗力。
1940年哈利·布特和約翰·藍道爾John Randall于英国“伯明翰大学”，在Hollmann的基础上，将4腔改为6腔，并在外壁增加水冷设施，成功达到了数千瓦的脉冲功率，3GHz频率，10cm波长（兰道尔此前已经研究磁控管多年，但他本人最初的牛角形设计，仍采用沿轴分布的多个环形线圈产生交变磁场，而非Habann首先采用的两端永磁磁极诱发交变磁场，是另一种实用性不强的式样）；功率的增强使其具备了用作雷达的实用标准。而英国在二战前倾国家资源的10年雷达研究中，选择使用大量的传统水冷真空双三极管震荡电路通过相阵天线叠加增强和扫描的“短波雷达”技术，振荡器频率30MHz，在全英构筑了被称为“链屋/Chain Home”的庞大天线阵，整个雷达系统需依赖大型天线，不可移动，在1940年的不列颠空战时发挥了极大作用。同期的英国海军的舰载雷达也使用真空三极管震荡器，1938年Type 79 radar研制成功，1940年改良为Type 279并立即装上了“胡德号/HMS hood”等英国大型战列舰，频率40MHz，叠加功率70千瓦。
美国自1936年10月开始研制雷达，主要参照英国短波雷达，使用水冷真空双三极管振荡器达到更高频率约200MHz；1938年海军试制了XAF雷达，并搬上战列舰“纽约号”试用，XAF雷达不太可靠，后被更专业的美国无线电公司RCA研制的XCAM雷达取代；XCAM雷达在改良的同时也出了陆军版本，1940年陆军拥有了SCR-268 radar，频率205MHz，叠加功率50千瓦，1941年12月其改良型SCR-270在珍珠港的奥帕纳山头上发现了来袭的日机。1940年敦刻尔克大撤退，盟军丢失了近乎所有的在欧洲的重型装备，英国此时战争资源已捉襟见肘；大英帝国首相丘吉尔知道英国已无力再开发磁控管雷达，令亨利·蒂泽德Henry Thomas Tizard爵士实施“蒂泽德行动/Tizard Mission”，将磁控管雷达技术交给美国继续开发；由此“藍道爾”将其设计带到美国，成为美国微波雷达之父，从而使得大战中美国的分米波雷达技术突飞猛进，虽然在最初讲解时，没有人能明白这位英国人在用英语说什么。兰道尔的设计于1年后在美国完成并小批量生产，由此脉冲功率10千瓦级别的雷达系统终于缩小并减轻至100公斤以下，比德国的同功率级FuMG 39“维尔茨堡/Würzburg”-A雷达轻了1个数量级，不过因波长过于接近水分子的谐振频率2.45 GHz会受雨、雪、雾的影响；2年后改良后开始大批量制造，又作为援助物资提供给盟军各国包括英国。
同期曾在德国获得博士学位的日本人“伊藤庸二”在地球另一端进行对磁控管和雷达的研究，1941年10月制成了日本的第一支实用磁控管，水冷，频率3GHz，最初脉冲功率500瓦，后逐步稳定在2千瓦。但1941年日本从德国获得了机载调速管雷达，少量装在九六式陆上攻击机上用于太平洋反潜；日本海、陆军的雷达根据各种途径获得的资料参照英国短波雷达开发，起步更晚，频率40MHz至100MHz，以致1944年10月的莱特湾海战中还主要依赖探照灯夜战；由此伊藤的磁控管也未实用化。
而McLaughlin声称“苏联却于40年代出版的刊物上声称两名苏联学者先于1936年制成了多腔磁控管，以将它的发明归功于自己名下（其类似的主张在飞机，无线电等多项荣誉中屡见不鲜），却无法掩盖大战中苏联雷达与无线电技术落后，成为各交战国中唯一在二战时往夜间战斗机上装米波雷达国家以及其战列舰还要装英国的舰载雷达的事实。”

## 原理
借由相互垂直的磁场和电场形成的高频电磁场，电子与高频电磁场发生相互作用，产生微波能。
電子從位於中心的陰極射出,被勞倫茲力誘導呈現螺旋運動,在其運動路徑被施加電場做震盪,產生高頻輻射。

## 应用

### 雷达
在一个雷达装置中，磁控管的波导被连接到天线。磁控管被施加电压的极短脉冲操作，导致高功率微波能量的短脉冲被辐射。如在所有主雷达系统中，辐射反射离开一个目标被分析以产生一个屏幕上的雷达图像yo。

### 加热
在微波炉中，波导引出的射频透明端口到烹饪室中。

### 照明
在微波激发照明系统，比如微波硫灯，一个磁控管提供一个微波场通过波导传递到包含有发光物质（例如，硫，金属卤化物等）的照明腔。这些灯比照明的其它方法要复杂得多，虽然高效但不常用。

## 参看
- 激微波
- 行波管